# 볼시스카야역
볼시스카야역(러시아어: Волжская)은 모스크바 지하철 류블린스코 드미트롭스카야 선의 역이다. 이 역은 모스크바에서 싱글 데크 공법으로 알려진 새로운 설계로 건설된 최초의 역이다. 천장은 자동차 교량에 사용되는 긴 콘크리트 슬래브로 제작되어 역의 강화된 벽면에 내려졌고, 이 공간에는 자동으로 전립자와 기타 시공 세부 사항이 포함되어 있어 보다 효율적이고 경제적인 접근 방식이 가능하다. 건축가 V.볼로비치는 높은 천장이 제공하는 여분의 공간을 차지하고 위쪽으로 연한 노란색과 아래쪽으로 붉은 색으로 구성된 에나멜 알루미늄으로 벽을 경탄했다. 바닥은 회색 화강암으로 덮여 있다. 양쪽에 사각형 형광등이 있는 중앙 장착 극으로 구성된 조명에도 혁신적인 설계가 적용되었다. 또한, 승객들이 앉을 수 있는 벤치가 있는 두 개의 노란 부스도 독특한 구조로 되어 있다.

## 역사
볼시스카야 역은 1995년 12월 28일에 개장하였고, 약 1년의 기간 동안 시종착역을 담당하였다.

## 구조
1면 2선의 섬식 승강장 구조로, 지하 역사이다.